# Ouled Aïcha
Pour les articles homonymes, voir Aïcha (homonymie).
Ouled Aïcha est une source thermale dite d'eau chaude située à Tighanimine dans la Wilaya de Batna en Algérie.

## Situation
Actuellement, la source thermale Ouled Aïcha est pratiquement à l'abandon. Rien n'a été entrepris depuis la période française.